# Paname (chanson de Slimane)
Pour les articles homonymes, voir Paname.
Singles de Slimane
Je n'y suis pour rien
(2011) Le Vide
(2016)
Paname est un single du chanteur français Slimane sorti le 20 mai 2016, puis en clip vidéo le 14 juin 2016. Il s'agit de son premier single tiré de son premier album, À bout de rêves.

## Classement
| Classements             | Meilleure place |
| ----------------------- | --------------- |
| France (SNEP)           | 10              |
| France (SNEP Streaming) | 30              |